# Qi Baishi
Qi Baishi (vereenvoudigd Chinees: 齐白石; traditioneel Chinees: 齊白石; 1864–1957) was een Chinees kunstschilder die actief was van de late Qing-periode tot halverwege de 20e eeuw. Zijn werkelijke naam was Qi Huang (齊璜). Zijn omgangsnaam was Weiqing (渭清) en Baishi, letterlijk 'witte steen' was zijn artistieke naam. Qi had een breed schildersoeuvre, van vogel- en bloemschilderingen tot shan shui-landschappen. Hij maakte enkele duizenden werken en staat met name bekend om zijn grillige, vaak speelse afbeeldingen van kleine dingen uit de natuur, uitgevoerd in gewassen inkt en kleurpigment. Favoriete onderwerpen waren bijvoorbeeld vissen, krabben, garnalen, perziken, kikkers en insecten.

## Biografie
Qi Baishi werd op 1 januari 1864 geboren in Xiangtan, in de Chinese provincie Hunan. Hij groeide op in een groot boerengezin, waar ook zijn grootouders en acht jongere broers en zussen toe behoorden. Door zijn zwakke gezondheid ging Qi nog geen jaar lang naar school. Hij was te zwak voor het werk op de boerderij en werd een timmerman toen hij 14 was. Toen Qi in het bezit kwam van een Chinees schildershandboek, begon hij zichzelf te bekwamen in het schilderen van dieren. Later bekwaamde hij zich in een groot aantal andere traditionele motieven in de Chinese schilderkunst.
Qi trouwde in 1881 met Chen Chunjun (1874-1940), die op dat moment nog een kind was. Zij kregen samen drie zonen en twee dochters. Vanaf het begin van de 20e eeuw maakte Qi een lange rondreis door China en ging op zoek naar inspiratie voor zijn schilderijen in de natuur. Zo ontmoette hij onder andere Wu Changshuo (1844–1927), een belangrijke vertegenwoordiger van de Shanghai-school. Wu onderwees Qi verder in de schilderkunst en had zo een grote invloed op zijn latere werken.
Na 1917 bouwde Qi een huis in Peking om zich hier permanent te vestigen. De bergen en landschappen die hij op zijn reis had bezocht gaven hem inspiratie voor een aantal shan shui-landschappen die hij in deze periode maakte. Daarnaast begon Qi zich te verdiepen in de dichtkunst en raakte hij bevriend met bekende kunstschilders als Chen Shizeng (1876-1923). Gaandeweg werd Qi een van de bekendste kunstschilders in China. Vanaf 1919 leefde hij samen met zijn concubine Hu Baozhu (1902–1944) en kreeg bij haar vier zonen en drie dochters.
Qi was actief tot aan zijn dood. Op 16 september 1957 stierf hij op 93-jarige leeftijd in Peking.

## Werken

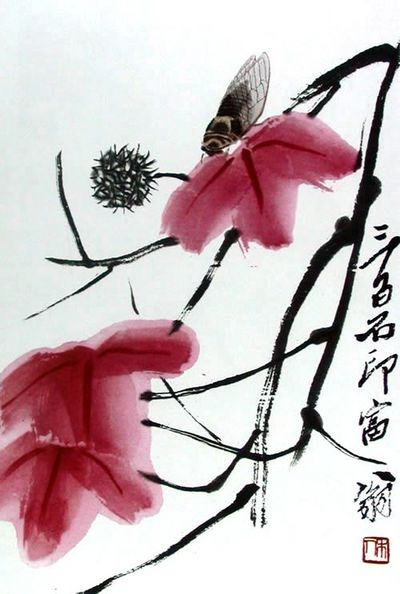
Afbeelding van een cicade

Qi Baishi staat bekend om zijn frisse en spontane schilderstijl. Naar verluidt was hij altijd op zoek naar nieuwe onderwerpen om te schilderen. Qi vond deze onder andere in kleine dingen in de natuur, zoals insecten en kleine gewervelden. Hij liet zich nooit in met westerse invloeden in zijn schildertechniek, in tegenstelling tot veel van zijn tijdgenoten. Twee Chinese kunstschilders die een significante invloed hadden op de schilderstijl van Qi waren Xu Wei (1521–1593) uit de Ming-periode en de chàn-monnik Bada Shanren (ca. 1626—1705) uit de vroege Qing. Deze twee kunstenaars stonden in hun tijd bekend om hun grillige, nonchalante schildertechniek.
Qi bekwaamde zich zowel in het schilderen in gewassen inkt als in de minutieuze gongbi-stijl. Van deze laatste techniek maakte hij weinig gebruik, Qi werd vooral bekend om zijn schilderingen in de expressieve stijl die bekend staat als xieyi (寫意): 'gedachten schetsen'. Volgens Qi moet een schilderij "het midden houden tussen gelijken en niet-gelijken". Ook bezag hij het schilderproces zelf als een onderdeel van de schilderkunst, inclusief de manier waarop de inkt op het papier wordt aangebracht.
De vroegste werken van Qi waren voornamelijk schilderingen van insecten, later ook groenten, planten, speelgoed en andere voorwerpen. Na zijn studie van het Handboek van de Mosterdzaadtuin (芥子園畫傳) uit de vroege Qing-periode begon hij zich ook toe te leggen op portretten. Aanvankelijk schilderde Qi voornamelijk toneelspelers, later wendde hij zich tot vrijwel al zijn kennissen om voor hem te poseren. Toen hij rond de vijftig was, waren zijn penseelstreken scherper geworden en had hij zich ook toegelegd op het schilderen van landschappen en taferelen. Hij bleef echter vooral bekend om zijn dierenafbeeldingen. In zijn laatste periode schilderde Qi muizen en vogels, maar verwierf met name veel waardering met speelse schilderijen van garnalen.
Qi was ook een vaardig kalligraaf en zegelsnijder. Hij noemde zichzelf "de rijke man van driehonderd stenen zegels" (三百石印富翁).

## Erkenning

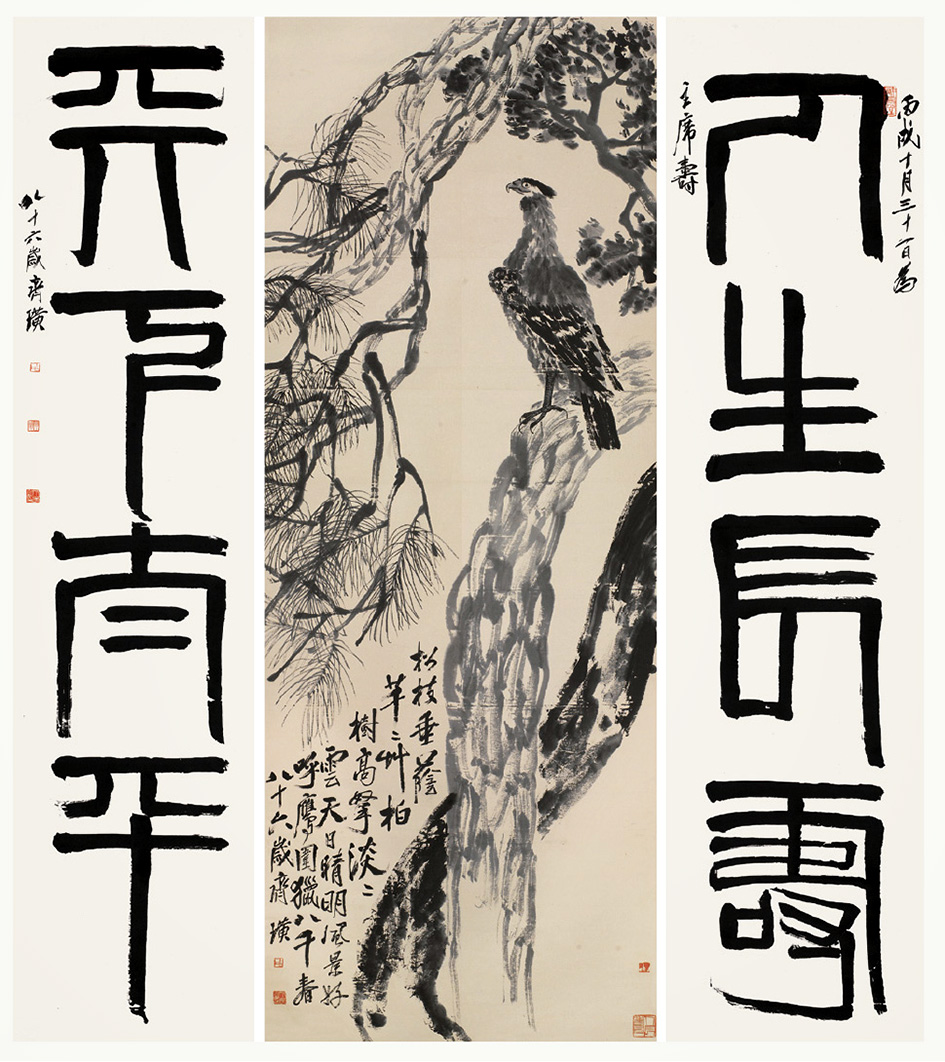
Arend staand op een den (1946)

Reeds in zijn eigen tijd waren de werken van Qi Baishi gewild en werd hij geprezen om zijn frisse en spontane benadering van typisch Chinese schildergenres als vogel- en bloemschilderingen, bamboeschilderingen en shan shui-landschappen. Op 4 oktober 1953 werd hij verkozen tot voorzitter van de Chinese Kunstenaarsvereniging (中国美术家协会).
Er zijn ongeveer 3.000 werken van Qi in musea te bezichtigen. Naar eigen zeggen vervaardigde hij zo'n 8.000 schilderijen, maar sinds de jaren 90 van de 20e eeuw groeide het aantal aan hem toegeschreven werken tot meer dan 25.000. Het grootste aantal hiervan betrof werken van onbekende kunstschilders of vervalsingen. Het schilderij Arend staand op een den is een werk dat aan Qi werd toegeschreven en in 2011 voor 425,5 miljoen yuan (ruim 61 miljoen euro) op een veiling werd verkocht. Hiermee behoort het schilderij tot de duurst geveilde schilderijen ter wereld. In 2013 rezen er echter twijfels of Qi wel degelijk de maker van het werk was.
- Bibsys: 14025117
- Biblioteca Nacional de España: XX6208958
- Bibliothèque nationale de France: cb13172572x (data)
- CiNii: DA02926833
- Gemeinsame Normdatei: 118675788
- International Standard Name Identifier: 0000 0003 6848 5991
- KulturNav: f469a74b-4eb9-44bd-83ed-6d369928cbfe
- Library of Congress Control Number: n79147972
- Nationale Bibliotheek van Letland: 000201474
- Nationale Bibliotheek van Tsjechië: jn20000700352
- Nationale bibliotheek van Australië: 36732298
- Nationale Bibliotheek van Israël: 987007277718605171
- Nederlandse Thesaurus van Auteursnamen: 128981156
- Réseau des bibliothèques de Suisse occidentale: 02-A005493449
- RKD-Nederlands Instituut voor Kunstgeschiedenis: 456321
- LIBRIS: 219456
- SNAC: w6k6627d
- Système universitaire de documentation: 050583247
- Trove: 1165722
- Union List of Artist Names: 500125676
- Virtual International Authority File: 96608309
- WorldCat: E39PCjtTyV7fDcTjbqTJmQbBGd